# 婦警さんは魔女
『婦警さんは魔女』（ふけいさんはまじょ）は、1983年1月5日から同年3月30日まで、TBS系列（北陸放送を除く）で放送されたテレビドラマ。全12話。
魔女と人間のハーフである婦人警官・辰巳すみれの活躍を描いた作品である。
1974年4月スタートの「事件狩り」以来、水曜20時台にTBSと大映テレビが共同で制作した連続ドラマは本作品が最後となった。また、本作終了2日後にフジテレビ系列へのネットチェンジ（JNN脱退・FNN加盟）を控えた福島テレビにおけるTBS系水曜20時台の同時ネットも本作品が最後となった。
2021年2月18日から25日まで毎週月曜から金曜23:00からTBSチャンネル2で2話まとめて再放送された。(ただし2月24日は23:10から）
「噂の刑事トミーとマツ」の松崎しげるや国広富之のほか「夜明けの刑事」、「明日の刑事」などのレギュラー出演者も多数レギュラー出演しこの枠の最後を飾った。

## ストーリー
植木職人の父・勇造と暮らしている辰巳勇太・すみれの兄妹は、日の出署にそれぞれ勇太は捜査員として、すみれは交通課員として勤務する警察官であった。すみれは、母・タカの遺言により、実の家族だと思っていた辰巳家と自分はアカの他人だと知る。タカはすみれと出来の悪い兄勇太との結婚を切望していた。また息を引き取る際にすみれの実母が生前に書いた手紙を手渡した。その手紙で、すみれは実母が魔女であり、自分が魔女と人間のハーフであることを知り驚く。養父・勇造には思い当たる節があった。幼い頃、悪ガキだった勇太にいじめられ泣きじゃくるすみれを慰めるが、その犯人である勇太が自力では登ることが不可能な場所に置かれて彼もまた助けを求めて泣いていたのだ。すみれの魔力によるものだった。
そんなある日、銀行強盗を目撃したすみれは犯人を追跡し、知らせで駆けつけた勇太の働きを見守っていたがそのひどさにヤキモキし、見ていられずに思わず目をつぶってしまった。すると絶体絶命の勇太が忽然と消えてしまった。初めて自分の超能力を自覚したすみれ。勇太は大手柄だが、魔力を使ったすみれには憧れの日の出署科学捜査研究所の研究員・高木俊介を前に魔界からペナルティが下される。
毎回、以上のようなドタバタ劇を展開しながら、すみれと勇太、そして高木との三角関係も描いていく。
魔界側もすみれの魔力を行使せざるを得ない事情を考えるようになるが、掟は掟と条件付きで許すことを告げる。しかし、それでも勇太の危機に魔力を使おうとするが、何故か魔法が使えない。だが、勇太はいつもの如く魔力に操られ次々と敵を倒していく。その魔力を行使していたのは意外な人物であり、勇太は大手柄ののちその人物はすみれの視界から消えた。そんな中、日の出署を高木が去るという出来事にショックを受ける。そんな高木から、後日すみれ宛に手紙が届く。実は最後に魔法を使ったのは高木であり、高木もまた魔女の子だったのである。高木はすみれが魔法を使って勇太を助けていた事、その度にペナルティを受けていた事を知っており、そんなすみれの今後のため、高木はすみれの持つ魔力を全て吸い取り、すみれが二度と魔力を使えないようにしたのだった。高木は日の出署を辞め、さらなる研究のためアメリカに留学する事が決まっているが、魔界側は魔力を使った高木へのペナルティとして、高木が留学を終えて帰国後も1年間はすみれと接触することを禁じてしまった。だが、いずれは解禁となるので、その際は必ず一番にすみれに会いに来る事を約束し、そして、すみれを愛している事を手紙の中で告げ、再会した時に答えを聞かせて欲しいと書かれていた。養母の義兄との結婚をという願いは応えられないほどに、すみれの心の中には高木に対する想いが育まれていたため、心の中で想いを告げることを決意するすみれだった。

## 出演
- 辰巳すみれ：榊原郁恵
- 辰巳勇太：松崎しげる
- 高木俊介：国広富之
- 辰巳タカ：小山明子
- 辰巳勇造：名古屋章
- 信濃平吉：中島久之
- すみれの実母（声）：真屋順子
- 太田署長：ケーシー高峰

- 加藤刑事課長：河原崎建三
- 藪原刑事係長：秋野太作
- 福島刑事：橋本功
- 上松刑事：鈴木ヒロミツ
- 坂下刑事：伊達祐二
- 内藤菊江婦警：岡まゆみ
- 中津桃子婦警：岡本舞

## スタッフ
- 脚本：サブタイトル参照
- 監督：サブタイトル参照
- プロデューサー：春日千春、荒川洋、野村清
- 音楽：坂田晃一
- タイトルアニメーション：日本サンライズ
- 次回予告ナレーター：芥川隆行
- 製作：大映テレビ／TBS

## 主題歌・挿入歌
- 主題歌：「僕のそばにいなさい」（作詞・康珍化、作曲・編曲・坂田晃一、歌・松崎しげる、レーベル・ビクターインビテーション）
- 挿入歌：「恋人たちのメロディー」（作詞・伊藤アキラ、作曲・坂田晃一、編曲・矢野立美、歌・榊原郁恵、レーベル・日本コロムビア）

## サブタイトル
| 話数 | 放送日        | サブタイトル                         | 脚本       | 監督     | ゲスト                                                                | 視聴率 |
| ---- | ------------- | ------------------------------------ | ---------- | -------- | --------------------------------------------------------------------- | ------ |
| 1    | 1983年 1月5日 | 必見! 日本の魔女                     | 長野洋     | 江崎実生 | 小山明子                                                              | 13.8％ |
| 2    | 1月12日       | 罰下る! あぁ恥ずかしいこのコトバ     | 長野洋     | 江崎実生 | 西田良 堀礼文 草薙良一                                                | 12.3％ |
| 3    | 1月19日       | 人形が歩く! もう絶望ほとんど魔女     | 江連卓     | 竹本弘一 | 中原早苗 早瀬久美 北原ルミ                                            | 9.1％  |
| 4    | 1月26日       | やばい! パトカーが空とんじゃった     | 長野洋     | 竹本弘一 | 水森コウ太 永田三奈 大和撫子 辻伊万里 加地健太郎                      | 11.4％ |
| 5    | 2月2日        | 今夜の罰は「キスして、キスして?!」   | 江連卓     | 江崎実生 | 坂上味和 村嶋修 浜田晃 椎谷建治 根岸一正 沖田駿一 佐々木梨里 河原さぶ | 12.2％ |
| 6    | 2月9日        | 死にたい! 今夜の罰はチカンに色魔     | 長野洋     | 江崎実生 | 三浦リカ 岡本プク 本山可久子 小原秀明 岡本達哉 吉岡ひとみ             | 8.1％  |
| 7    | 2月16日       | 遂に魔女? うるせェこの! とひっぱたき | 長野洋     | 竹本弘一 | 丹古母鬼馬二                                                          | 11.6％ |
| 8    | 2月23日       | 嬉しいッと言いながら背負い投げ       | 江連卓     | 江崎実生 |                                                                       | 7.9％  |
| 9    | 3月2日        | 恋のサヤ当て大衝突 ４角関係大波乱    | 山中伊知郎 | 江崎実生 | 樋浦勉                                                                | 14.5％ |
| 10   | 3月9日        | キスミープリーズに喜ぶと…?!          | 江連卓     | 竹本弘一 | 川辺久造 吉田忍 八木昌子                                              | 8.0％  |
| 11   | 3月16日       | 見よこの魔力! 大地が割れて水がふく!! | 江連卓     | 江崎実生 | 三夏伸                                                                | 13.1％ |
| 12   | 3月30日       | 大逆転! これが本当のハッピーエンド   | 長野洋     | 江崎実生 | 福山象三 矢野間啓治 木島一郎 中西妙子                                 | 13.9％ |